# Bernardo Rafael Álvarez
Bernardo Rafael Álvarez (Pallasca, Áncash, 12 de noviembre de 1954) es un poeta, ensayista y escritor peruano. Forma parte de la llamada Generación del 70, en su segunda hornada. Su poesía, al decir del poeta Tulio Mora, es "la puesta en escena de un cuerpo sometido a las pulsiones sociohistóricas"; y, según el desaparecido intelectual y polígrafo Marco Aurelio Denegri, se trata de una "poesía viral y arrebatada".

## Biografía
Bernardo Rafael Álvarez nació en Pallasca, distrito de la provincia del mismo nombre, en la sierra del departamento de Áncash, en Perú, el 12 de noviembre de 1954. Hijo de Rafael y Abigaíl. Vivió, hasta los quince años de edad, en su pueblo natal. Allí cursó los estudios primarios y secundarios, hasta el cuarto de media, y los culminó en Trujillo. Es abogado de profesión. Siguió estudios de Cooperativismo (Universidad Federico Villarreal) y de Administración (Universidad Inca Garcilaso de la Vega); también llevó cursos de lingüística, en la Universidad Nacional Mayor de San Marcos.
Estuvo cerca de los poetas del Hora Zero -de los cuales fue amigo-, desde fines de 1972,  y con el sello informal de dicho movimiento publicó su primer poemario, Aproximaciones & Conversaciones, en enero de 1974. Ha publicado, también, en diversas revistas y periódicos. Aparece en diversas antologías, 
Acerca de la poesía de Álvarez, el peruanista francés Roland Forgues, ha escrito -entre otras cosas- lo siguiente: "La divina hoguera es probablemente una de las más radicales muestras de defensa de la palabra delincuente ante el tribunal de la vida. Palabra maltratada por el trato social, ético y cultural. Palabra tabú vergonzosamente reservada a la vida íntima y secreta del ser. Palabra prohibida de uso en las relaciones humanas y sociales 'decentes' sin atraerse los anatemas de las almas 'bien pensantes' y mojigatas. Palabra, en fin, subversiva, arbitrariamente acusada de diabolismo y condenada antes de ser juzgada". Otros estudiosos también se han ocupado de la poesía de Álvarez.
Respecto de El habla del Conshyamino. Diccionario del castellano de Pallasca, el lingüista y lexicógrafo español Julio Calvo Pérez, en su libro Lexicografía Peruana (2018) ha escrito, entre otras cosas, lo siguiente: "Se trata de una obra de 230 páginas en que se refleja el habla de Pallasca, último reducto donde se habló culle y, por tanto, donde más esperable es encontrar étimos de esa lengua extinta; este y otros asuntos etimológicos los trata con especial cuidado el autor de este repertorio. El concepto de pallasquino, si se me permite incidir en este localismo, abarca con buen criterio del autor los términos usados también en otros lugares, pero con cambio de significado en Pallasca, y los usuales en otros lugares que tienen especial arraigo en este lugar de la geografía peruana. Palabras identificativas como los apelativos cho (chi / <cholo / <china) figuran igualmente en el conjunto. Tampoco se descartan palabras más cultas que, sin embargo, emplean los hablantes pallasquinos, orgullosos de su variedad idiolectal". Y en Teoría y práctica del léxico peruano (2021), dice lo siguiente: "Como escribí en su momento: En el vocabulario se narran historias (como en 'yanaza'), se suman nombres propios (como 'Ututo'), se añaden locuciones contractas (como yasque <ya es que / ya dices que), creaciones puntuales (como 'víspera' 'el 23 de junio' aplicable en principio a la fiesta de San Juan). [Es decir que] Las palabras se suceden en explicaciones antropológicas o etnográficas, con alguna apoyatura etimológica".

## Obras
Es autor de los siguientes libros de poesía:
- Aproximaciones & Conversaciones (poesía). Ediciones del Movimiento Hora Zero, Lima, 1974.
- Dispersión de cuervos (poesía). Hipocampo editores, Lima, 1999.
- Toro de trapo y algunas otras deudas (poesía). Lima, Cactus editores, Lima, 2003.
- Los bajos fondos del cielo (poesía). Cactus editores, Lima, 2007.
- La divina hoguera (selección personal: 1973 - 2017). Fondo Editorial Cultura Peruana, 2019.
- Sitis. (Edición digital). LP5 Editora, Fox Island, WA, USA, 2020.

En ensayo, es autor de:
- EL POETA, LA AMADA MUERTA Y LA FLOR DEL MONTE. Mitos tras Luis Pardo, el bandolero (edición digital, 2009).
- LOS VALLES APURADOS. Reflexiones tras leer el ensayo de Vargas Llosa sobre José María Arguedas y el Indigenismo (edición digital, 2010).
- EL HABLA DEL CONSHYAMINO. Diccionario del castellano de Pallasca. Cactus Editores. Edición digital: 2008. En físico: Lima, 2019.
- DEL TAITA ARGUEDAS Y OTROS TEMAS PERUANOS. Cactus editores. Lima, 2021. En segunda edición: 2022.
- PALABRAS AMOTINADAS. Cactus editores, Lima, 2021
- ¡HABLA, CHO! Una aproximación al castellano de Pallasca y a la extinta lengua culle. Edición digital, 2023.
- DE TEMPESTADES, SUEÑOS Y PALABRAS URGENTES. Aquellos fueron los días. Edición digital. Cactus, Lima, 2023
- SILENCIO ATRONADOR (Algunos escritores de estos días: su vigorosa escritura). Cactus Editores, Lima, 2024.
- FUNDACIONAL: un acercamiento a la narrativa de Cronwell Jara Jiménez. Cactus Editores, Lima, 2024.
- ¿LIMPIA, FIJA Y DA ESPLENDOR? Asuntos idiomáticos sin medias tintas. Fondo Editorial Cultura Peruana, 2025.

## Antologías en que aparece
- Hora Zero, la última vanguardia latinoamericana de poesía (Venezuela, 2000)
- Un canto por Sierra Maestra (Lima, 2000)
- Yacana / 51 poetas (Lima, 2005)
- Poesía Peruana contemporánea, 33 poetas del 70 (Lima, 2005)
- HORA ZERO. Los broches mayores del sonido (Lima, 2009, 2019)
- Letras para crecer. Autores peruanos y extremeños (España, 2015)
- Salt boundaries. An antology of poetry (editada por Malak S. Soufi, 2017).
- Voces de la poesía peruana (Arequipa, 2021)